# Сон у полум'ї
«Сон у полум'ї» (англ. Sleeping in Flame) — роман американського письменника Джонатана Керролла. Спочатку надрукований 1988 року, а наступного року номінований на звання найкращого роману Всесвітньої премії фентезі.

## Сюжет
Оповідач Вокер Істерлінг — кіноактор та сценарист. Друг-режисер Ніколас Сільвіан знайомить його з Маріс Йорк, скульптрискою, яка створює моделі міст і яка звільняється від Люка, свого партнера-насильника. У той день, коли Маріс і Вокер зустрілися, Люк погрожував убити жінку, тому Вокер і Ніколас забирають її до Відня, де Маріс і Волкер починають стосунки. Вокер, який нічого не знає про своїх батьків або родину, виявляє, що здатний виконувати магічні дії, і мріє поселити іншу особистість, австрійця на ім’я Моріца Бенедикта, який воював у Першій світовій війні, а потім був убитий. Після того, як брат Маріс Інгрем втрачає свою кохану під час землетрусу, Вокер може передбачити або спровокувати зустріч Інграма з якимось Майклом Біллою, який стане важливою людиною в житті Інгрема. (Наслідки дружби Інграма та Білли розповідаються в «Чорному коктейлі»). Через знайомого, сценариста Філіпа Стрейгорна, Вокер знайомиться з Венаском, містиком і вчителем, який фігурує в декількох інших книгах Керролла. За допомогою Венаска він вчиться контролювати свій талант, але через силу здібностей ненавмисно стає причиною смерті Венаска. З ним зв'язується його справжній батько, маленький чоловічок без геніталій, імені якого він не знає. Маленька людина — безсмертний (і справжнє джерело легенди про Румпельштільцхена), який вбив усі попередні втілення Волкера, останнім з яких був Моріц Бенедикт, тому що вони продовжували закохуватися в жінок і відкидати безсмертя маленької людини. Його батько намагається переконати Волкера залишити Маріс, кажучи йому, що вона буде оплакувати його вічно і ніколи більше нікого не покохає; це перш за все переконує Вокера в тому, що його батько егоїстичний і злий. Завдяки повному розумінню між ним і Маріс, Вокер може знайти ім’я свого батька в місті, яке Маріс будує йому як подарунок на день народження. Вокер використовує свої магічні сили, щоб викликати двох сестер, які спочатку розповіли історію Румпельштільцхена братам Грімм. Сестри переказують історію, змінюючи її, щоб закінчити смертю маленької людини. Незабаром після народження сина Маріс та Волкера на порозі з’являється маленька дівчинка (вочевидь, першоджерело історії про Червону Шапочку) і каже Волкеру: «Ти небезпечний». Оскільки Вокер зауважує, що «ніщо в житті не робиться без жалю», здається, що на сина його і Маріс певним чином вплинули мстиві безсмертні.